# Старое Батурино
Старое Батурино — деревня в Рыбновском районе Рязанской области. Входит в Батуринское сельское поселение.

## География
Находится в западной части Рязанской области на расстоянии приблизительно 7 км на север-северо-запад по прямой от железнодорожного вокзала в городе Рыбное.

## История
Деревня входила в состав Рыбновской волости Рязанской губернии. На карте 1850 года показана как поселение с 40 дворами.
В деревне родилась двукратная чемпионка СССР по волейболу, капитан московской волейбольной команды «Спартак» Зоя Алексеевна Козлова.

## Население
Численность населения: 285 человек в 2002 году (русские 98 %), 274 в 2010.